# Wilhelm Tomaschek
Wilhelm Tomaschek, o Vilém Tomášek (Olomouc, 26 maggio 1841 – Vienna, 9 settembre 1901), è stato un orientalista, geografo e storico ceco naturalizzato austriaco.

## Biografia
Nacque a Olomouc, in Moravia, studiò presso l'Università di Vienna (1860-64), successivamente lavorl come insegnante presso i ginnasi Sankt Pölten e Vienna. Nel 1877 fu nominato professore associato di geografia presso l'Università di Graz. Nel 1881 divenne "professore ordinario" e nel 1885 fu nominato presidente della geografia storica presso l'Università di Vienna. Nel 1899 divenne membro regolare dell'Accademia delle scienze di Vienna. È considerato il padre della tracologia moderna.
Nel 1933 la via Tomaschekstraße, nel distretto di Floridsdorf (Vienna), fu battezzata in suo onore.

## Opere
- Centralasiatische Studien. I. Sogdiana, 1877.
- Centralasiatische Studien. II. Die Pamir-Dialekte, 1880.
- Zur historischen Topographie von Persien. I. Die Straßenzüge der tabula Peutingeriana, 1883.
- Zur historischen Topographie von Persien. II. Die Wege durch die Persische Wüste, 1885.
- Zur historischen Topographie von Kleinasien im Mittelalter, 1891.
- Die alten Thraker. Eine ethnologische Untersuchung. 3 volumi. Vienna: Tempsky, 1893–1894.[3]